# Sirens (Savatage)
| Recensione      | Giudizio |
| --------------- | -------- |
| AllMusic        | [ 1 ]    |
| The Metal Crypt | [ 2 ]    |

Sirens è il primo album in studio del gruppo musicale heavy metal statunitense Savatage, pubblicato nel 1983 dalla Par Records. Successivamente, nel 1985, dalla Combat Records negli Stati Uniti d'America e in Europa dalla Music for Nations. Ristampato nel 1994 e nel 2002 dalla Metal Blade Records con l'aggiunta di diverse bonus track.

## Il disco
Presenta un sound ancora acerbo, sia debitore di quella "pesantezza" derivata da un certo hard rock anni '70 che delle sonorità tipiche del periodo: il power/speed poi riconosciuto come thrash.

## Tracce
1. Sirens – 3:41
2. Holocaust – 4:36
3. I Believe – 5:28
4. Rage – 2:40
5. On The Run – 3:31
6. Twisted Little Sister – 3:39
7. Living For The Night – 3:20
8. Scream Murder – 3:50
9. Out On The Streets – 5:12

### Edizione 1994
1. Sirens – 3:41
2. Holocaust – 4:36
3. I Believe – 5:28
4. Rage – 2:40
5. On The Run – 3:31
6. Twisted Little Sister – 3:39
7. Living For The Night – 3:20
8. Scream Murder – 3:50
9. Out On The Streets – 5:12
10. Lady In Disguise (Demo) – 4:36
11. The Message (Demo) – 3:38

### Edizione 2002
1. Sirens – 3:41
2. Holocaust – 4:36
3. I Believe – 5:28
4. Rage – 2:40
5. On The Run – 3:31
6. Twisted Little Sister – 3:39
7. Living For The Night – 3:20
8. Scream Murder – 3:50
9. Out On The Streets – 5:12
10. Target (Demo)
11. Living On The Edge Of Time (Demo)
12. Untitled Acoustic hidden track (#99)

## Formazione
- Jon Oliva - voce, pianoforte
- Criss Oliva - chitarra, voce addizionale
- Keith Collins - basso, voce addizionale
- Steve Wacholz - batteria, percussioni

## Classifiche
| Classifica (2021) | Posizione massima |
| ----------------- | ----------------- |
| Germania          | 15                |